# مبدأ استبعاد باولي

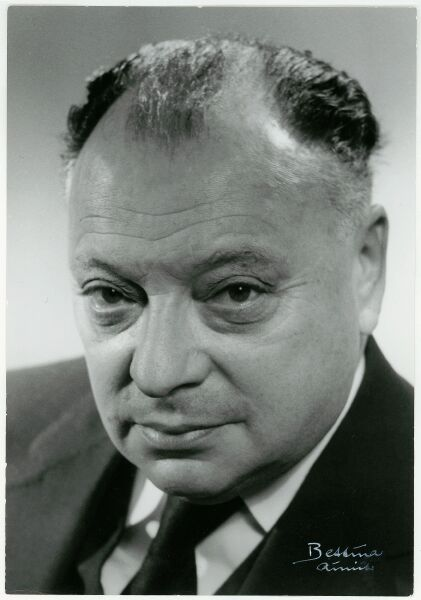

مبدأ استبعاد باولي هو أحد مبادئ ميكانيكا الكم، وينص على أنه لا يمكن لاثنين من الفيرميونات (وهي الجسيمات نصفية الدوران المغزلي) أن يحتلا نفس الحالة الكمومية. وقد قام بصياغة هذا المبدأ العالم الفيزيائي النمساوي فولفجانج باولي عام 1925.
فعلى سبيل المثال، لا يمكن لإلكترونين في ذرة واحدة أن يكون لهم ذات أعداد الكم الأربعة؛ فإذا كان n، وℓ، وmℓ متشابهين بين إلكترونين أو أكثر، فإن ms يجب أن يكون مختلفاً بمعنى أن كل واحد منهم يدور باتجاه معاكس للآخر، وهكذا.
أما الجسيمات صحيحة الدوران المغزلي، مثل البوزونات، فهي لا تخضع لمبدأ باولي للاستبعاد: أي عدد من البوزونات يمكن أن يحتل نفس الحالة الكمومية، مثل الفوتونات التي ينتجها الليزر أو مكثفات بوز-آينشتاين.

## القانون
{\displaystyle |\psi _{1},\psi _{2}\rangle ={\frac {1}{\sqrt {2}}}{\Big (}|\psi _{1}\rangle |\psi _{2}\rangle -|\psi _{2}\rangle |\psi _{1}\rangle {\Big )}.}
{\displaystyle |\psi _{1},\psi _{2}\rangle =0.}

## مقدمة عن تاريخ باولي
يحكم مبدأ استبعاد باولي سلوك جميع الفيرميونات، إلا أن البوزونات لا تخضع لهذا المبدأ. والفيرميونات هي الجسيمات الأولية مثل الكواركات (الجسيمات المكونة للبروتونات والنيوترونات)، والإلكترونات والنيوترينوات. إضافة إلى ذلك، تعتبر البروتونات والنيوترونات (الجسيمات دون الذرية المكونة من ثلاثة كواركات) وبعض الذرات فيرميونات، وتخضع لمبدأ الاستبعاد. وتملك الذرات دوراناً محصلاً مختلفاً، وهو ما يحدد ما إذا كانت فيرميونات أو بوزونات، فعلى سبيل المثال الهيليوم-3 عدده الدوراني هو ½ وبذلك يعتبر فيرميون، وفي نفس الوقت فإن الهيليوم-4 عدده الدوراني هو 0 وبذلك فهو بوزون. وعلى هذا النحو، فإن مبدأ الاستبعاد يحدد خصائص الكثير من المواد، من المستوى المرئي، إلى السلوك الكيميائي للذرات.
تعني كلمة «نصفية الدوران المغزلي» أن قيمة الزخم الزاوي للفيرميونات تساوي ({\displaystyle \hbar =h/2\pi }) (ثابت بلانك المصغر) مضروباً بنصف عدد صحيح (1/2، 3/2، 5/2.. إلخ). توصف الفيرميونات في نظرية ميكانيكا الكم على أنها حالات غير متماثلة. وفي المقابل، فإن الجسيمات صحيحة الدوران المغزلي (البوزونات) لديها دالة موجية متماثلة؛ أي أنها يمكن أن تحتل نفس الحالة الكمومية على عكس الفيرميونات. وتشمل البوزونات على الفوتونات، وأزواج كوبر المسؤولة عن الموصلية الفائقة، وبوزونات W وZ. وتأخذ الفيرميونات اسمها من التوزيع الإحصائي لفيرمي-ديراك، وتأخذ البوزونات اسمها من توزيع بوز-آينشتاين.

## تاريخ
في أوائل القرن العشرين، أصبح من الواضح أن الذرات والجزيئات التي تحتوي على عدد زوجي من الإلكترونات مستقرة أكثر من تلك التي تحتوي على عدد فردي من الإلكترونات. ويشير المقال الشهير الذي سمي «الذرة والجزيء» لجلبرت لويس عام 1916، أن الذرات تميل إلى امتلاك عدد زوجي من الإلكترون وخاصة ثمانية إلكترونات والتي تترتب بشكل متناظر في الزوايا الثمانية للمكعب (انظر: ذرة مكعبة). وفي عام 1919 اقترح الكيميائي إرفينج لانجموير أن الجدول الدوري يمكن تفسيره على أساس أن الإلكترونات ترتبط في الذرة بطريقة ما. واعتقد أن مجموعات من الإلكترونات تحتل حيزاً حول النواة. وفي عام 1922، حدث نيلز بور نموذجه الذري بافتراض أن عدداً معيناً من الإلكترونات (مثل 2 و 8 و 18) يتفق مع استقرار المدارات المغلقة.
بحث باولي للحصول على تفسير لهذه الأرقام، التي كانت في البداية مجرد أرقام تجريبية. وفي نفس الوقت كان يحاول أيضاً تفسير النتائج التجريبية لتأثير زيمان في الطيف الذري وتفسير الفيرومغناطيسية. وقد وجد في عام 1924 المفتاح لحل اللغز من خلال أوراق Edmund C. Stoner التي أشارت إلى أنه لقيمة معينة من عدد الكم الرئيسي (n)، فإن عدد مستويات الطاقة لإلكترون واحد في أطياف الفلزات القلوية في مجال مغناطيسي خارجي، مساوية لعدد الإلكترونات في المدار المغلق للغازات الخاملة لنفس القيمة من العدد (n). وقد أدى هذا إلى أن يدرك باولي أن هذه الأرقام المعقدة للإلكترونات في المدارات المغلقة يمكن اقتصارها على القاعدة البسيطة التي تنص على أن الإلكترون له حالة خاصة، إذا تم تعريف حالة الإلكترون باستخدام أربعة أرقام. ولهذه الغاية فقد وضع عدداً كمياً جديداً ذو قيمتين، وسمي عدد الدوران للإلكترون من قبل سامويل جودسميت وجورج أولنبك.